# Гандз, Соломон
Соломон Гандз (2 февраля 1883, Тарнобжег — 30 марта 1954) — австрийский историк науки еврейского происхождения. Ему принадлежат публикации по истории математики и астрономии средневековых еврейских и исламских цивилизаций.
Отрывки из его собрания сочинений были опубликованы издательством KTAV в Нью-Йорке в 1970 году. Среди его основных работ — его перевод с комментариями Кодекса Маймонида «Освящение новолуния», включенный в серию Йельского университета по иудаике, а также его издание Мишнат ха-Миддот и Арабской геометрии.
Стипендиат Гуггенхайма по математике 1936 года.

## Биография
С 1915 по 1919 год Гандз был профессором еврейской теологии и еврейской истории в гимназии и реальном училище Вены. А с 1923 по 1934 год библиотекарем и профессором арабского языка и средневекового иврита в теологической семинарии раввина Исаака Эльханана Иешива-университета в Нью-Йорке. С 1942 года и до своей смерти в марте 1954 года он был профессором-исследователем истории семитской цивилизации в колледже Дропси по изучению иврита и родственных языков в Филадельфии, штат Пенсильвания (за исключением военных лет, когда он находился на государственной службе).